# Lance Burton
William Lance Burton est un prestidigitateur et illusionniste américain, né le 10 mars 1960 à Louisville dans le Kentucky qui exécute son propre spectacle au casino Monte Carlo de Las Vegas.